# Stow (Massachusetts)
Pour les articles homonymes, voir Stow.
Stow est une ville du Comté de Middlesex dans l'état du Massachusetts.
Elle a été fondée en 1660. 
Sa population était de 6 590 habitants en 2010.